# Sphegigaster cuspidata
Sphegigaster cuspidata är en stekelart som beskrevs av Huang 1990. Sphegigaster cuspidata ingår i släktet Sphegigaster och familjen puppglanssteklar. Inga underarter finns listade i Catalogue of Life.